# Victor Hogan
Victor Hogan (ur. 25 lipca 1989) – południowoafrykański lekkoatleta specjalizujący się w rzucie dyskiem.
W 2007 został mistrzem Afryki juniorów. Rok później zajął 4. miejsce na juniorskich mistrzostwach świata w Bydgoszczy. W 2010 zdobył brąz mistrzostw Afryki oraz zajął 8. miejsce podczas pucharu interkontynentalnego. Wicemistrz igrzysk afrykańskich z Maputo (2011). Rok później stanął na najwyższym stopniu podium mistrzostw Afryki w Porto-Novo. Piąty zawodnik mistrzostw świata w Moskwie (2013). W 2014 był dziesiąty na igrzyskach Wspólnoty Narodów oraz obronił tytuł mistrzowski na afrykańskim czempionacie w Marrakeszu. W 2016 został przyłapany na dopingu, w wyniku czego m.in. stracił złoty medal mistrzostw Afryki w Durbanie. W 2018, 2022 oraz 2024 roku otrzymał kolejne trzy medale mistrzostw Afryki.
Złoty medalista mistrzostw Republiki Południowej Afryki.
Rekord życiowy: 66,14 (8 czerwca 2023, Budapeszt).

## Osiągnięcia
| Rok  | Impreza                     | Miejsce      | Lokata            | Wynik |
| ---- | --------------------------- | ------------ | ----------------- | ----- |
| 2007 | Mistrzostwa Afryki juniorów | Wagadugu     | 1. miejsce        | 56,35 |
| 2008 | Mistrzostwa świata juniorów | Bydgoszcz    | 4. miejsce        | 60,64 |
| 2010 | Mistrzostwa Afryki          | Nairobi      | 3. miejsce        | 58,11 |
| 2010 | Puchar interkontynentalny   | Split        | 8. miejsce        | 54,86 |
| 2011 | Igrzyska afrykańskie        | Maputo       | 2. miejsce        | 62,60 |
| 2012 | Mistrzostwa Afryki          | Porto-Novo   | 1. miejsce        | 61,80 |
| 2013 | Mistrzostwa świata          | Moskwa       | 5. miejsce        | 64,35 |
| 2014 | Igrzyska Wspólnoty Narodów  | Glasgow      | 10. miejsce       | 56,42 |
| 2014 | Mistrzostwa Afryki          | Marrakesz    | 1. miejsce        | 62,87 |
| 2014 | Puchar interkontynentalny   | Marrakesz    | 4. miejsce        | 62,69 |
| 2015 | Mistrzostwa świata          | Pekin        | el. – 13. miejsce | 62,41 |
| 2016 | Mistrzostwa Afryki          | Durban       | DSQ               | 61,68 |
| 2017 | Mistrzostwa świata          | Londyn       | el. – 18. miejsce | 62,26 |
| 2018 | Mistrzostwa Afryki          | Asaba        | 1. miejsce        | 60,06 |
| 2018 | Puchar interkontynentalny   | Ostrawa      | 4. miejsce        | 63,49 |
| 2022 | Mistrzostwa Afryki          | Saint-Pierre | 2. miejsce        | 58,95 |
| 2022 | Mistrzostwa świata          | Eugene       | el. – 24. miejsce | 60,51 |
| 2023 | Mistrzostwa świata          | Budapeszt    | el. – 27. miejsce | 61,80 |
| 2024 | Igrzyska afrykańskie        | Akra         | 1. miejsce        | 61,13 |
| 2024 | Mistrzostwa Afryki          | Duala        | 2. miejsce        | 63,87 |
| 2024 | Igrzyska olimpijskie        | Paryż        | el. – 27. miejsce | 60,78 |